# Unione delle camere penali
L'Unione delle Camere Penali Italiane (UCPI) è un'organizzazione che rappresenta gli avvocati italiani che esercitano la professione nel campo del diritto penale italiano. Ha sede in Roma in Via del Banco di Santo Spirito 42.
È un'associazione senza scopo di lucro i cui membri sono avvocati che prestano patrocinio nell'ambito dei procedimenti penali. Aderiscono all'unione ogni camera penale con almeno venti iscritti, costituita nel circondario di uno o più tribunali e ivi hanno sede. Possono aderire a ciascuna camera gli iscritti negli albi degli avvocati di quel determinato territorio.
Attualmente vi aderiscono 130 camere penali per un totale di più di 9000 avvocati iscritti.

## Scopi
Gli scopi statutari sono la promozione della conoscenza, della diffusione, e della tutela dei valori fondamentali del diritto penale e dell'equo processo penale in una società democratica indicati all'art. 2 dello Statuto, approvato il 23 settembre 1995 ad Alghero.
a) promuovere la conoscenza, la diffusione, la concreta realizzazione e la tutela dei valori fondamentali del diritto penale e del giusto ed equo processo penale in una società democratica;
b) operare affinché i diritti e le prerogative dell'avvocatura siano garantiti conformemente alle norme costituzionali e internazionali;
c) tutelare il prestigio e il rispetto della funzione del difensore, gli interessi professionali dell'avvocatura, anche attraverso l'elaborazione di proposte di riforma legislativa;
d) promuovere gli studi e le iniziative culturali e politiche volti a migliorare la giustizia penale, a sostenere le riforme dell'ordinamento giudiziario aderenti alle esigenze della collettività e a garantire l'indipendenza e l'autonomia della giurisdizione;
e) vigilare sulla corretta applicazione della legge;
f) affermare che il diritto di difesa deve trovare adeguata rappresentanza e tutela politica, quale strumento di garanzia delle potenzialità dell'individuo.

## Gli organi
L'Unione tiene il proprio congresso annualmente con un rinnovo delle cariche interne ogni biennio (congresso ordinario). I congressi che intervallano, nei due anni, i congressi ordinari, sono chiamati congressi straordinari. Al congresso, i delegati delle camere penali eleggono il presidente e la giunta. Assieme alla giunta e al vicepresidente, il presidente indica un segretario.
Presidente e segretario firmano gli atti esecutivi dell'Unione delle Camere penali (delibere di astensione, etc.) e, assieme alla giunta, rappresentano l'organo esecutivo dell'Unione.
La Giunta, rinnovata in occasione dell'ultimo congresso ordinario dell'UCPI svoltosi a Firenze il 6, 7 ed 8 ottobre 2023 è la seguente:
- Presidente della Giunta: avv. Francesco Petrelli
- Vicepresidente: avv. Domenico Nicolas Balzano
- Segretario: avv. Rinaldo Romanelli
- Tesoriere: avv. Alessandra Palma
- Componenti: avv.ti Pasquale Annicchiarico, Laura Antonelli, Giulia Boccassi, Andrea Cavaliere, Giuseppe Ledda, Luigi Miceli, Valerio Murgano, Barbara Sorgato, Gian Luca Totani.[3]

Il Consiglio delle Camere penali è composto dai presidenti di ciascuna camera penale aderente all'Unione e ha, fra le sue funzioni, quella di raccordo tra la giunta nazionale e le camere penali. A seguito dell'ultimo congresso ordinario dell'UCPI, il Consiglio delle Camere penali è così composto:
- Presidente: prof. avv. Nicola Mazzacuva
- Vicepresidente: avv. Fabio Frattini
- Segretario: avv. Esmeralda Di Risio.[4]

## Strutture
Copiosa è la dottrina e i contributi scientifici da parte di altre strutture interne, come il Centro Studi Marongiu, la Scuola nazionale di formazione specialistica e numerosi osservatori tematici sul mondo del diritto penale.
Gli osservatori istituiti dalla giunta sono i seguenti:
- Osservatorio per l'Attuazione protocollo MIUR
- Osservatorio Carcere
- Osservatorio Cassazione
- Osservatorio Corte Costituzionale
- Osservatorio Deontologia
- Osservatorio difesa d'ufficio Paola Rebecchi
- Osservatorio Doppio Binario e Giusto processo
- Osservatorio Europa
- Osservatorio Formazione Giovani
- Osservatorio Geografia giudiziaria
- Osservatorio informazione giudiziaria (Media e processo penale)
- Osservatorio Investigazioni difensive
- Osservatorio legalità delle decisioni giudiziarie

Numerose sono le pubblicazioni editoriali e scientifiche

## La rivista
L'UCPI possiede una rivista ufficiale, il bimestrale "Parola alla Difesa", diretta dal Presidente e dal prof. Giorgio Spangher. e una web tv CamerePenaliTV.

## I congressi e le evoluzioni nelle strutture interne

### Dal X congresso di Bari 2004 all'XI congresso di Ancona 2006
L'avvocato Ettore Randazzo viene confermato dal X congresso ordinario.
L'avvocato Salvatore Scuto sostituisce alla vicepresidenza l'avvocato Paolo Trombetti. Confermato segretario l'avvocato Valerio Spigarelli.

### Dall'XI congresso di Ancona 2006 al XIII congresso di Palermo 2010
A seguito dell'esaurimento dei due mandati dell'avvocato Ettore Randazzo il congresso 2006 di Ancona elegge l'avvocato Oreste Dominioni che, in seguito, verrà confermato anche in occasione del XII congresso di Parma 2008.
Vicepresidente della giunta per il biennio 2006-2008 è l'avvocato Beniamino Migliucci, mentre per il biennio 2008-2010 l'avvocato Renato Borzone.
Nella carica di segretario si succedono lo stesso Borzone (2006-2008) e l'avvocato Lodovica Giorgi (2008-2010).

### Dal XIII congresso di Palermo 2010 al XV congresso di Venezia 2014
Dopo la conclusione del doppio mandato di Dominioni, il XIII congresso di Palermo elegge, quale Presidente, l'avvocato Valerio Spigarelli del Foro di Roma e già segretario dell'Unione con la I e II giunta Randazzo che si impone sulla candidatura dell'avvocato Domenico Battista.
La giunta Spigarelli viene confermata anche a seguito dello svolgimento del XIV congresso ordinario del 2012 a Trieste.
Per i successivi quattro anni l'avvocato Giuseppe Conti ricopre la carica di Vicepresidente mentre gli avvocati Franco Oliva (2010-2012) e Vinicio Nardo (2012-2014) si succedono alla segreteria.

### Il XV congresso di Venezia 2014, il XVI congresso di Bologna 2016 e la proposta di legge sulla separazione delle carriere
Dal congresso ordinario di Venezia del settembre 2014, il presidente dell'Unione è l'avvocato Beniamino Migliucci mentre segretario è l'avvocato Francesco Petrelli (confermati in tali cariche anche in occasione del XVI congresso ordinario di Bologna del 2016). Migliucci era stato eletto dopo la scadenza del doppio mandato dell'avvocato Valerio Spigarelli, del Foro di Roma e contro la candidatura di Salvatore Scuto, presidente, all'epoca della Camera Penale di Milano e già vicepresidente con la giunta di Ettore Randazzo.
Dall'ottobre 2016 nuovo Vicepresidente della seconda giunta Migliucci è l'avvocato e professore Giovanni Flora, il quale è subentrato all'avvocato Domenico Ciruzzi, del Foro di Napoli, eletto nel 2014.
Presidente del Consiglio delle Camere Penali (organo che ha il potere di elaborare, definire e approvare, per iniziativa di ciascuno dei suoi componenti o su proposta del Presidente dell'Unione o della Giunta, direttive politiche generali in sviluppo, aggiornamento o integrazione di quelle approvate dal Congresso [art. 8 dello Statuto, formato dagli oltre 120 presidenti delle Camere Penali di tutta Italia) è, dal 2016, l'avvocato Armando Veneto.
Migliucci, è stato riconfermato, il 2 ottobre 2016, con oltre il 70% dei voti, nella carica di Presidente dell’Unione delle Camere Penali Italiane durante il XVI congresso ordinario di Bologna contro la candidatura dell'avvocato Mauro Anetrini, del Foro di Torino (delegati votanti 301, Migliucci 213 voti, Anetrini 55 voti, schede bianche 33).
Il 18 marzo 2017 l'Unione, a Salerno, annuncia la costituzione del Comitato per la separazione delle carriere nella magistratura e la successiva presentazione di una proposta di legge di iniziativa popolare in tal senso. La raccolta delle firme viene organizzata dall'Unione stessa poi appoggiata da varie forze politiche, associazioni, volontari ed enti di cultura e delle professioni. Il 23 marzo 2017, in occasione dell'astensione delle udienze, proclamata dalla giunta in protesta contro la decisione del Governo di porre la questione di fiducia al Senato sul disegno di legge di riforma al processo penale, Rita Bernardini annuncia il sostegno all'iniziativa del Partito Radicale Transnazionale.
Il 4 maggio 2017 l'Unione provvede presso la Corte di cassazione al deposito del disegno di legge costituzionale di iniziativa popolare sulla separazione delle carriere e, nello stesso giorno, annuncia la costituzione di un comitato promotore atto a raccogliere le 50.000 firme necessario affinché il testo possa essere consegnato in Parlamento.
Il Comitato promotore ed organizzatore, con a capo il Presidente delle Camere Penali Migliucci, vide al suo interno gli avvocati Anna Vittoria Chiusano, Fabio Ferrara, Rinaldo Romanelli, Gaetano Pecorella, Oreste Dominioni, Giuseppe Belcastro, l'accademico Marcello Gallo, il magistrato Piero Tony, la coordinatrice dell’Ufficio di Presidenza del Partito Radicale Rita Bernardini, il Segretario della Fondazione Luigi Einaudi Onlus e giornalista Simone Santucci, che di tale campagna è stato il responsabile della comunicazione e dell’ufficio stampa.
Diversi punti di raccolta vengono allestiti dalle Camere penali territoriali nei tribunali e nelle piazze italiane e più di 30.000 firme vengono raggiunte in un mese di raccolta. Tra i firmatari figurano, tra gli altri, Matteo Salvini, Roberto Giachetti, Giovanni Toti, Fabrizio Cicchitto, Anna Maria Bernini, Massimo Bordin, Flavio Tosi, Arturo Diaconale, Enrico Costa, Renato Brunetta, Massimo Cialente, Paolo del Debbio, Claudio Martelli, Francesco Paolo Sisto, Davide Giacalone, Giuliano Pisapia, Mario Giordano, Gian Marco Chiocci, Stefano de Luca, Alessandro Barbano, Sergio D'Elia, Maurizio Turco, Stefania Pezzopane, Simona Vicari, Danilo Leva, Carlo Nordio, Paolo Romani, Alda D'Eusanio, Vincenzo Palumbo, Andrea Mascherin, Laura Iannotta, Simone Santucci.
Il 4 luglio, dopo soli due mesi di campagna di raccolta firme sui sei a disposizione, l'Ucpi annuncia il superamento delle cinquantamila firme necessarie a presentare in Parlamento il disegno di legge mentre il 31 ottobre dello stesso anno, al termine dei sei mesi previsti in Costituzione per il deposito, alla Camera dei Deputati l'Ucpi consegna il testo di legge.

### Il XVII congresso di Sorrento del 2018
Dal congresso ordinario di Sorrento dell'ottobre del 2014, esaurito il doppio mandato di Migliucci, viene eletto Presidente l'avvocato Gian Domenico Caiazza, già Presidente della Camera Penale di Roma, che prevale su Renato Borzone per 177 voti a 150. Alla vicepresidenza subentra l'avvocato Nicola Mazzacuva, ordinario di Diritto Penale all’Università di Bologna, mentre alla segreteria è eletto l’avvocato Eriberto Rosso.

### Il XIX congresso di Firenze del 2023
Nel congresso ordinario che l'UCPI convoca a Firenze dal 6 all'8 ottobre 2023, viene eletto presidente l'avvocato Francesco Petrelli, che succede nella presidenza all'avv. Gian Domenico Caiazza. L'avvocato Petrelli, prima dell'elezione, era già stato vicepresidente della Camera penale di Roma (2004-2008) e segretario dell'UCPI nel corso di entrambe le giunte presiedute dall'avv. Migliucci (2014-2018). Dal 2019, Petrelli è direttore della rivista dell'UCPI, Diritto di difesa.
Nel congresso del 2023 succede all'avv. Rosso, in qualità di segretario dell'UCPI, l'avvocato Rinaldo Romanelli.

### I presidenti dell'Unione dalla fondazione ad oggi
Dalla fondazione, hanno ricoperto l'incarico di presidenti dell'UCPI:
- Pietro D'Ovidio (1982-1988)
- Gustavo Pansini (1988-1992) 2 giunte
- Vittorio Chiusano (1992-1994) 1 giunta
- Gaetano Pecorella (1994-1997) 2 giunte
- Fabrizio Corbi (1997-1998) 1 giunta
- Giuseppe Frigo (1998-2002) 2 giunte
- Ettore Randazzo (2002-2006) 2 giunte
- Oreste Dominioni (2006-2010) 2 giunte
- Valerio Spigarelli (2010-2014) 2 giunte
- Beniamino Migliucci (2014-2018) 2 giunte
- Gian Domenico Caiazza (2018-2023) 2 giunte
- Francesco Petrelli (2023-attuale)

### I segretari dell'Unione dalla fondazione ad oggi
- Enrico Baccino (1988-1992), I e II giunta Pansini
- Eugenio Vassallo (1992-1996), giunta Chiusano e I giunta Pecorella
- Ettore Randazzo (1996-1998), II giunta Pecorella e giunta Corbi
- Domenico Battista (1998-2002) I e II giunta Frigo
- Valerio Spigarelli (2002-2006), I e II giunta Randazzo
- Renato Borzone (2006-2008), I giunta Dominioni
- Lodovica Giorgi (2008-2010), II giunta Dominioni
- Franco Oliva (2010-2012), I giunta Spigarelli
- Vinicio Nardo (2012-2014), II giunta Spigarelli
- Francesco Petrelli, (2014-2018) I e II giunta Migliucci
- Eriberto Rosso, (2018-2023) I giunta Caiazza
- Rinaldo Romanelli, (2023-attuale) I giunta Petrelli